# Azmeraw Bekele
Azmeraw Bekele (ur. 22 stycznia 1986) – etiopski lekkoatleta specjalizujący się w biegach długich.
W 2010 roku sięgnął – wraz z kolegami – po brązowy medal przełajowych mistrzostw świata w rywalizacji drużynowej. W tych samych zawodach zajął z czasem 34:21 21. miejsce w biegu seniorów na 12 kilometrów. Kilka miesięcy później został mistrzem Etiopii w biegu na 30 kilometrów. Srebrny medalista igrzysk afrykańskich w biegu na 10 000 metrów (2011).

## Rekordy życiowe
- Półmaraton – 59:39 (2011)